# Partecipanti al Giro delle Fiandre 2024
Elenco dei partecipanti al Giro delle Fiandre 2024.
Il Giro delle Fiandre 2024 è la centottesima edizione della corsa. Alla competizione prendono parte 25 squadre, ciascuna delle quali composta da sette corridori, per un totale di 175 ciclisti.

## Corridori per squadra
Nota: R ritirato, NP non partito, FT fuori tempo, SQ squalificato
| Alpecin-Deceuninck      | Alpecin-Deceuninck      | Alpecin-Deceuninck      | Decathlon AG2R La Mondiale Team | Decathlon AG2R La Mondiale Team | Decathlon AG2R La Mondiale Team | Israel-Premier Tech    | Israel-Premier Tech      | Israel-Premier Tech    |
| ----------------------- | ----------------------- | ----------------------- | ------------------------------- | ------------------------------- | ------------------------------- | ---------------------- | ------------------------ | ---------------------- |
| 1                       | Mathieu van der Poel    | 1°                      | 91                              | Edvald Boasson Hagen            | R                               | 181                    | Dylan Teuns              | 8°                     |
| 2                       | Axel Laurance           | R                       | 92                              | Oliver Naesen                   | 7°                              | 182                    | Guillaume Boivin         | R                      |
| 3                       | Oscar Riesebeek         | R                       | 93                              | Dries De Bondt                  | R                               | 183                    | Hugo Houle               | R                      |
| 4                       | Xandro Meurisse         | R                       | 94                              | Sander De Pestel                | 79°                             | 184                    | Krists Neilands          | 43°                    |
| 5                       | Søren Kragh Andersen    | R                       | 95                              | Pierre Gautherat                | 56°                             | 185                    | Riley Sheehan            | 13°                    |
| 6                       | Silvan Dillier          | R                       | 96                              | Damien Touzé                    | 52°                             | 186                    | Corbin Strong            | 48°                    |
| 7                       | Gianni Vermeersch       | 23°                     | 97                              | Bastien Tronchon                | 72°                             | 187                    | Tom Van Asbroeck         | R                      |
| Intermarché-Wanty       | Intermarché-Wanty       | Intermarché-Wanty       | EF Education-EasyPost           | EF Education-EasyPost           | EF Education-EasyPost           | Lotto Dstny            | Lotto Dstny              | Lotto Dstny            |
| 11                      | Biniam Girmay           | 59°                     | 101                             | Alberto Bettiol                 | 9°                              | 191                    | Victor Campenaerts       | 27°                    |
| 12                      | Dries De Pooter         | 85°                     | 102                             | Stefan Bissegger                | 36°                             | 192                    | Cédric Beullens          | 64°                    |
| 13                      | Hugo Page               | 51°                     | 103                             | Owain Doull                     | 29°                             | 193                    | Jenno Berckmoes          | 44°                    |
| 14                      | Adrien Petit            | R                       | 104                             | Harry Sweeny                    | R                               | 194                    | Lionel Taminiaux         | R                      |
| 15                      | Laurenz Rex             | 21°                     | 105                             | Jonas Rutsch                    | 35°                             | 195                    | Liam Slock               | 58°                    |
| 16                      | Mike Teunissen          | 25°                     | 106                             | Marijn van den Berg             | 54°                             | 196                    | Sébastien Grignard       | R                      |
| 17                      | Georg Zimmermann        | 61°                     | 107                             | Michael Valgren                 | 45°                             | 197                    | Brent Van Moer           | R                      |
| Soudal Quick-Step       | Soudal Quick-Step       | Soudal Quick-Step       | Groupama-FDJ                    | Groupama-FDJ                    | Groupama-FDJ                    | Uno-X Mobility         | Uno-X Mobility           | Uno-X Mobility         |
| 21                      | Julian Alaphilippe      | 70°                     | 111                             | Stefan Küng                     | 41°                             | 201                    | Alexander Kristoff       | 74°                    |
| 22                      | Kasper Asgreen          | 47°                     | 112                             | Lewis Askey                     | R                               | 202                    | Jonas Abrahamsen         | 32°                    |
| 23                      | Yves Lampaert           | 18°                     | 113                             | Sven Erik Bystrøm               | 69°                             | 203                    | Markus Hoelgaard         | R                      |
| 24                      | Gianni Moscon           | 78°                     | 114                             | Olivier Le Gac                  | 80°                             | 204                    | William Blume Levy       | R                      |
| 25                      | Tim Merlier             | 65°                     | 115                             | Valentin Madouas                | 16°                             | 205                    | Erik Resell              | R                      |
| 26                      | Casper Pedersen         | R                       | 116                             | Fabian Lienhard                 | 63°                             | 206                    | Rasmus Tiller            | 24°                    |
| 27                      | Bert Van Lerberghe      | R                       | 117                             | Laurence Pithie                 | 39°                             | 207                    | Søren Wærenskjold        | R                      |
| Team Visma-Lease a Bike | Team Visma-Lease a Bike | Team Visma-Lease a Bike | Ineos Grenadiers                | Ineos Grenadiers                | Ineos Grenadiers                | Bingoal WB             | Bingoal WB               | Bingoal WB             |
| 31                      | Matteo Jorgenson        | 31°                     | 121                             | Laurens De Plus                 | 71°                             | 211                    | Luca De Meester          | R                      |
| 32                      | Edoardo Affini          | 86°                     | 122                             | Elia Viviani                    | R                               | 212                    | Floris De Tier           | R                      |
| 33                      | Tiesj Benoot            | 15°                     | 123                             | Magnus Sheffield                | 6°                              | 213                    | Johan Meens              | R                      |
| 34                      | Mick van Dijke          | 42°                     | 124                             | Connor Swift                    | 66°                             | 214                    | Luca Van Boven           | 55°                    |
| 35                      | Tim van Dijke           | 30°                     | 125                             | Ben Swift                       | 83°                             | 215                    | Loïc Vliegen             | R                      |
| 36                      | Per Strand Hagenes      | 40°                     | 126                             | Joshua Tarling                  | 17°                             | 216                    | Aaron Van der Beken      | 82°                    |
| 37                      | Dylan van Baarle        | 83°                     | 127                             | Ben Turner                      | 38°                             | 217                    | Jelle Vermoote           | R                      |
| Arkéa-B&B Hotels        | Arkéa-B&B Hotels        | Arkéa-B&B Hotels        | Lidl-Trek                       | Lidl-Trek                       | Lidl-Trek                       | Q36.5 Pro Cycling Team | Q36.5 Pro Cycling Team   | Q36.5 Pro Cycling Team |
| 41                      | Florian Sénéchal        | 62°                     | 131                             | Mads Pedersen                   | 22°                             | 221                    | Jannik Steimle           | 34°                    |
| 42                      | David Dekker            | R                       | 132                             | Tim Declercq                    | R                               | 222                    | Fabio Christen           | 46°                    |
| 43                      | Donavan Grondin         | R                       | 133                             | Daan Hoole                      | 68°                             | 223                    | Tom Devriendt            | R                      |
| 44                      | Vincenzo Albanese       | 28°                     | 134                             | Jonathan Milan                  | 67°                             | 224                    | Tobias Ludvigsson        | R                      |
| 45                      | Daniel McLay            | R                       | 135                             | Toms Skujiņš                    | 10°                             | 225                    | Kamil Małecki            | 14°                    |
| 46                      | Luca Mozzato            | 2°                      | 136                             | Otto Vergaerde                  | 87°                             | 226                    | Cyrus Monk               | R                      |
| 47                      | Miles Scotson           | R                       | 137                             | Edward Theuns                   | R                               | 227                    | Szymon Sajnok            | R                      |
| Astana Qazaqstan Team   | Astana Qazaqstan Team   | Astana Qazaqstan Team   | Movistar Team                   | Movistar Team                   | Movistar Team                   | Team Flanders-Baloise  | Team Flanders-Baloise    | Team Flanders-Baloise  |
| 51                      | Cees Bol                | R                       | 141                             | Oier Lazkano                    | 73°                             | 231                    | Lars Craps               | 53°                    |
| 52                      | Rüdiger Selig           | R                       | 142                             | Carlos Canal                    | 77°                             | 232                    | Jules Hesters            | R                      |
| 143                     | Evgenij Fëdorov         | R                       | 143                             | Rémi Cavagna                    | 75°                             | 233                    | Dylan Vandenstorme       | R                      |
| 54                      | Michael Mørkøv          | R                       | 144                             | Iván García Cortina             | 26°                             | 234                    | Yentl Vandevelde         | R                      |
| 55                      | Evgenij Gidič           | R                       | 145                             | Johan Jacobs                    | R                               | 235                    | Siebe Deweirdt           | R                      |
| 56                      | Dmitrij Gruzdev         | R                       | 146                             | Lorenzo Milesi                  | R                               | 236                    | Victor Vercouillie       | R                      |
| 57                      | Gleb Syrica             | R                       | 147                             | Albert Torres                   | R                               | 237                    | Ward Vanhoof             | R                      |
| Bahrain Victorious      | Bahrain Victorious      | Bahrain Victorious      | Team DSM-Firmenich PostNL       | Team DSM-Firmenich PostNL       | Team DSM-Firmenich PostNL       | Tudor Pro Cycling Team | Tudor Pro Cycling Team   | Tudor Pro Cycling Team |
| 61                      | Matej Mohorič           | R                       | 151                             | John Degenkolb                  | 37°                             | 241                    | Matteo Trentin           | 19°                    |
| 62                      | Matevž Govekar          | R                       | 152                             | Frank van den Broek             | R                               | 242                    | Sebastian Kolze Changizi | R                      |
| 63                      | Kamil Gradek            | R                       | 153                             | Pavel Bittner                   | R                               | 243                    | Jacob Eriksson           | R                      |
| 64                      | Fran Miholjević         | R                       | 154                             | Patrick Eddy                    | R                               | 244                    | Petr Kelemen             | R                      |
| 65                      | Andrea Pasqualon        | R                       | 155                             | Nils Eekhoff                    | 49°                             | 245                    | Alexander Krieger        | 84°                    |
| 66                      | Fred Wright             | 50°                     | 156                             | Tim Naberman                    | R                               | 246                    | Marius Mayrhofer         | R                      |
| 67                      | Dušan Rajović           | R                       | 157                             | Niklas Märkl                    | R                               | 247                    | Rick Pluimers            | R                      |
| Bora-Hansgrohe          | Bora-Hansgrohe          | Bora-Hansgrohe          | Team Jayco AlUla                | Team Jayco AlUla                | Team Jayco AlUla                |                        |                          |                        |
| 71                      | Jordi Meeus             | R                       | 161                             | Michael Matthews\|11°           |                                 |                        |                          |                        |
| 72                      | Marco Haller            | 33°                     | 162                             | Luke Durbridge                  | R                               |                        |                          |                        |
| 73                      | Emil Herzog             | 76°                     | 163                             | Amund Grøndahl Jansen           | R                               |                        |                          |                        |
| 74                      | Luis-Joe Lührs          | R                       | 164                             | Luka Mezgec                     | R                               |                        |                          |                        |
| 75                      | Nico Denz               | 60°                     | 165                             | Kelland O'Brien                 | R                               |                        |                          |                        |
| 76                      | Ryan Mullen             | R                       | 166                             | Elmar Reinders                  | R                               |                        |                          |                        |
| 77                      | Filip Maciejuk          | 81°                     | 167                             | Max Walscheid                   | 20°                             |                        |                          |                        |
| Cofidis                 | Cofidis                 | Cofidis                 | UAE Team Emirates               | UAE Team Emirates               | UAE Team Emirates               |                        |                          |                        |
| 81                      | Piet Allegaert          | 57°                     | 171                             | Tim Wellens                     | 12°                             |                        |                          |                        |
| 82                      | Aimé De Gendt           | R                       | 172                             | Vegard Stake Laengen            | R                               |                        |                          |                        |
| 83                      | Nicolas Debeaumarché    | R                       | 173                             | Mikkel Bjerg                    | 4°                              |                        |                          |                        |
| 84                      | Alexis Gougeard         | R                       | 174                             | Alessandro Covi                 | R                               |                        |                          |                        |
| 85                      | Ludovic Robeet          | R                       | 175                             | Marc Hirschi                    | R                               |                        |                          |                        |
| 86                      | Alexis Renard           | R                       | 176                             | António Morgado                 | 5°                              |                        |                          |                        |
| 87                      | Stanisław Aniołkowski   | R                       | 177                             | Nils Politt                     | 3°                              |                        |                          |                        |